# 総統府 (台湾)
総統府（そうとうふ、繁: 總統府、英: Presidential Office Building）は、中華民国台北市中正区重慶南路一段122号に所在する、中華民国総統・中華民国副総統の執務室および総統・副総統の官房機関である中華民国総統府が入居する建築物である。
日本統治時代の1919年（大正8年）に台湾総督府庁舎（たいわんそうとくふちょうしゃ、旧字体：臺灣總督府廳舎）として完成して以降、台湾の政治の中枢であり続けている。
中華民国の国定古蹟に指定されている。

## 沿革

### 日本統治時代

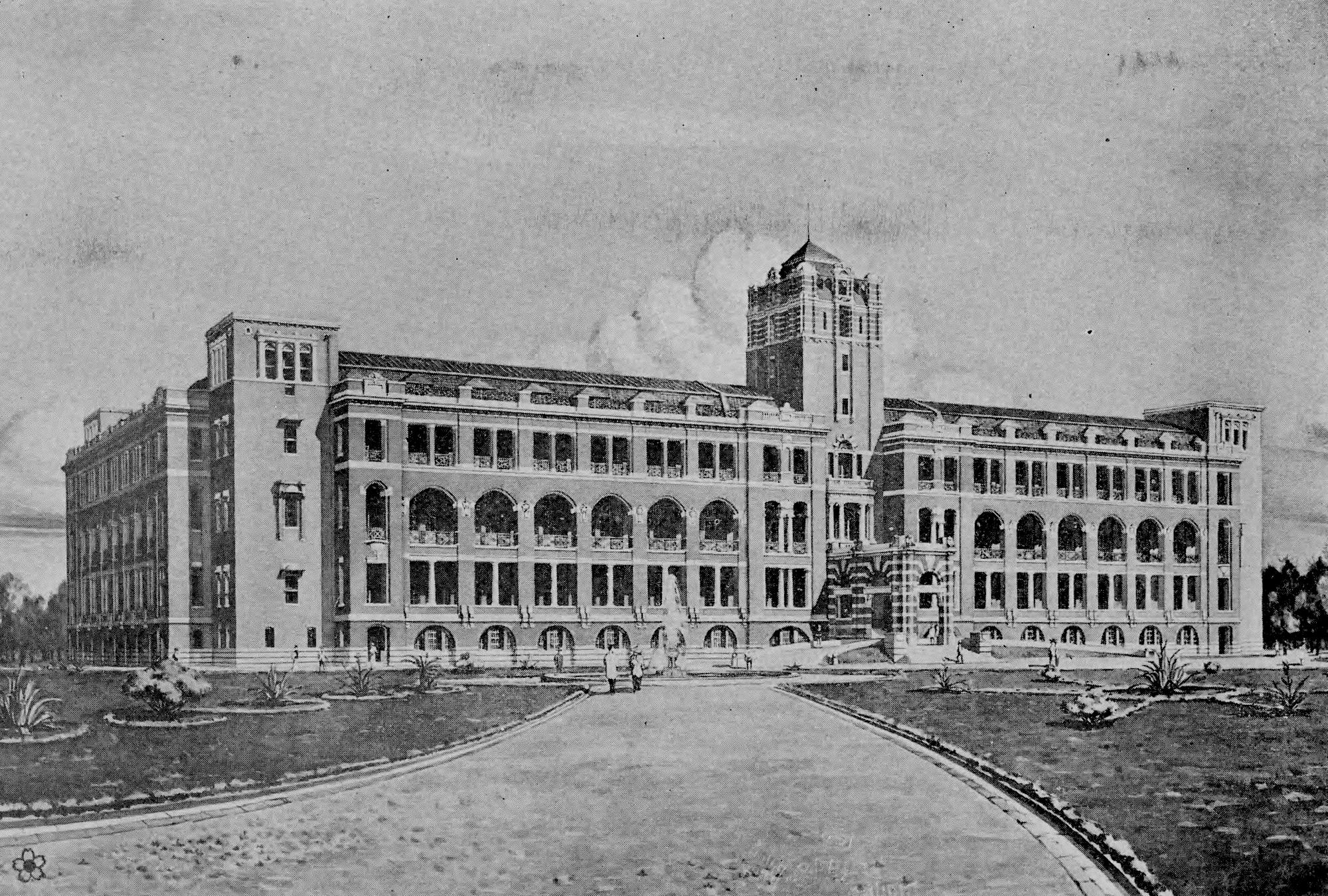
乙賞に選ばれた長野宇平治案の立体図

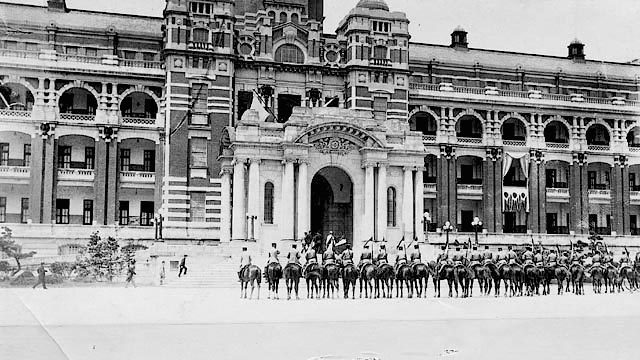
台湾総督府に到着した裕仁親王（後の昭和天皇）を迎える騎兵隊（1923年4月）

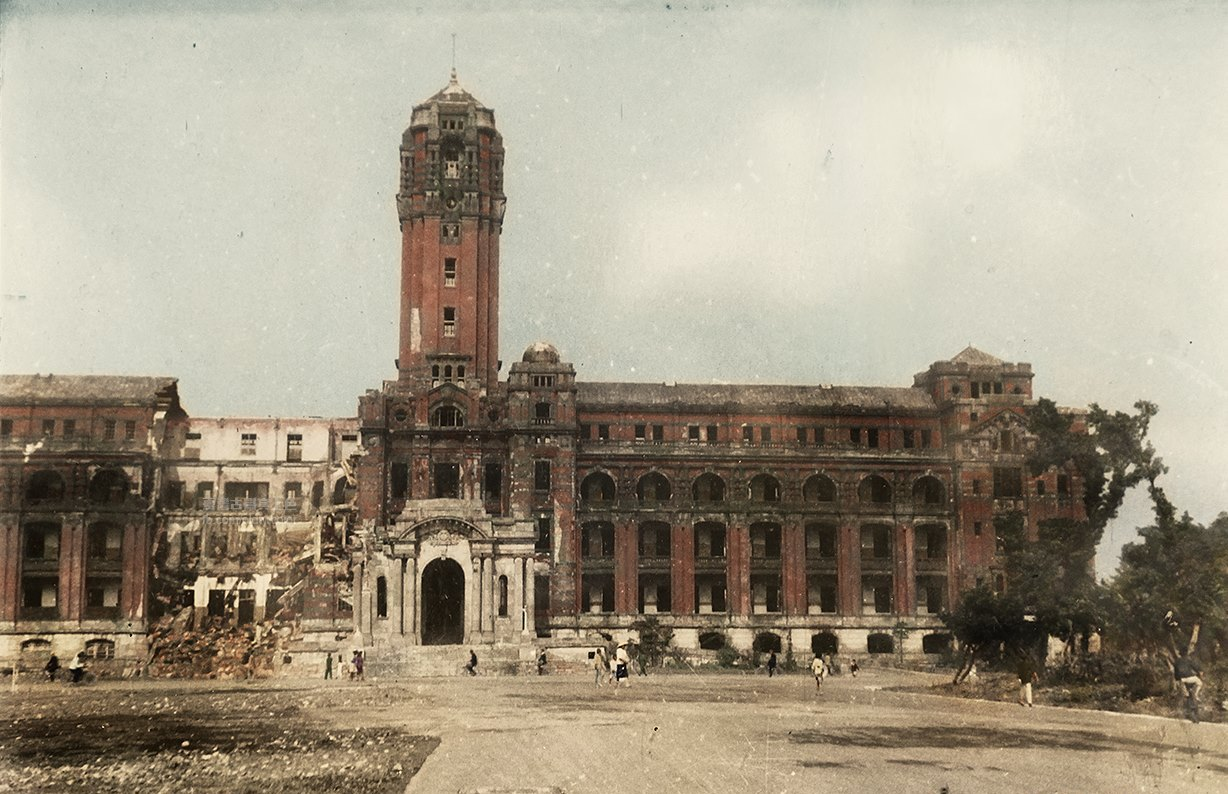
台北大空襲の被害を受けた台湾総督府庁舎

1895年（明治28年）4月17日に締結された下関条約に基づいて台湾は清から日本へ割譲され、6月17日には福建台湾巡撫の迎賓館であった台北の欽差行台にて台湾総督府が業務を開始した。のちに新庁舎の建設が計画され、民政長官の後藤新平の発案により、1907年（明治40年）5月27日に「台湾総督府庁舎設計競技」の実施が告知された。これは日本初の正式な設計コンペとされる。
コンペでは辰野金吾、中村達太郎、塚本靖、妻木頼黄、野村一郎、長尾半平、伊東忠太などが審査員を務め、甲賞は3万円、乙賞は1万5000円、丙賞は5000円の賞金が与えられることになった。甲賞は該当者なし、乙賞は長野宇平治が選ばれるという結果となった。長野はこの結果に異議を申し立てたが、受け入れられなかった。さらに、総督府側は長野の案が「威厳が足りない」とし、森山松之助に修正を要請した。森山は中央塔の高さを地上6階相当から11階相当まで引き上げるなどの大規模な修正を行い、最終的なデザインはベルリンの赤の市庁舎に似たものとなった。
1912年（明治45年）6月1日、新庁舎の起工式が行われた。当初は150万円の予算が組まれたが、最終的に約280万円にまで増額された。作業は毎日午前4時半から行われ、交代制で深夜まで続けられた。1915年（大正4年）6月25日に建物の主要部分が完成し、上棟式が行われた。工事はその後も続き、着工から7年弱を経た1919年（大正8年）3月31日に竣工した。完成した庁舎には台湾初のエレベーターが設置され、防火のため館内を禁煙として喫煙室を設けるなど、当時としては画期的な試みが取り入れられた。また、完成当時は台湾で最も高い建築物であった。
太平洋戦争中、総督府庁舎は爆撃を避けるために迷彩が施されたが、それでも被害を免れなかった。1945年（昭和20年）5月31日、台北はアメリカ軍による大規模な空襲を受けた（台北大空襲）。この空襲で総督府庁舎は2発の爆弾を受けて中央塔脇のエレベーターと階段、その間にあった事務室が破壊された。発生した火災の鎮圧に3日間かかり、対家屋面積比の83％に相当する箇所が被害を受けたとされている。

### 中華民国時代

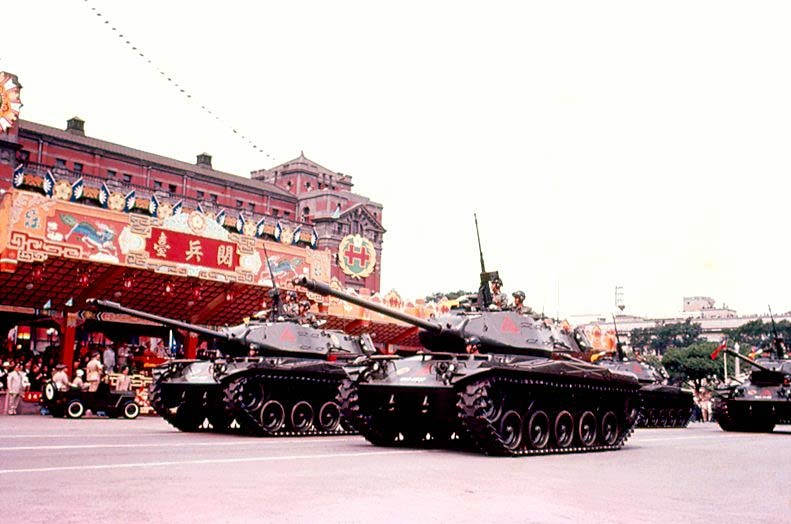
介寿館の前で行われる国慶閲兵（1966年10月10日）

1945年（昭和20年/民国34年）10月25日、日本の敗戦に伴って中華民国国民政府が台湾を接収し、台湾省を設置した（台湾光復）。これによって日本による台湾の統治は終了し、台湾総督府も業務を終了した。
1946年（民国35年）10月、林献堂、陳炘などの台湾の有力実業家たちは国民政府主席の蔣介石の還暦祝いとして寄付を集め、旧総督府庁舎を修復することを計画した。目標額が1億旧台湾ドルと高額だったために資金集めは難航したが、1947年（民国36年）に台湾省政府主席の魏道明が旧総督府庁舎を修復して省政府庁舎として利用するために特別予算を割くことを決定した。これによって同年7月に修復工事が開始し、1948年（民国37年）に修復が完了して介寿館（「蔣介石の長寿」を意味する）と命名された。介寿館の正面の道路は介寿路と命名された。同年10月25日、介寿館を会場とする台湾省博覧会が開催された。
1949年（民国38年）8月15日、第二次国共内戦で劣勢にあった中華民国政府は、中国東南部の防衛を強化するために東南軍政長官公署を介寿館に設置した。12月7日、臨時首都の成都で開催された行政院会議で、台北を臨時首都に定めて政府機関を移転させ、12月9日より業務を開始することが決定された。12月9日、台北で開かれた1回目の行政院会議で、中華民国総統府と行政院を介寿館に設置することが決定された。1950年（民国39年）3月、東南軍政長官公署は廃止され、業務は行政院と国防部参謀本部に移管された。1957年（民国46年）、行政院は旧台湾省政府庁舎（日本統治時代の台北市役所庁舎）に移転した。以降、介寿館に入居する組織は中華民国総統府のみとなった。
2005年（民国94年）、台北市政府新聞処は「台北十大特色建築」という市民による投票キャンペーンを開催し、介寿館は台北101、美麗華摩天輪、中正紀念堂、円山大飯店に次ぐ第5位に選出された。
1996年（民国85年）3月21日、台北市長の陳水扁は、かつて台北一帯に居住していたケタガラン族にちなみ、介寿路を「凱達格蘭大道」と改称した。2000年（民国89年）に総統に就任した陳水扁は、介寿館に中華民国総統府のみが入居している現状に鑑み、2006年（民国95年）3月25日に介寿館を総統府に改称した。

## 設計
総統府は間口約140メートル、奥行き約85メートル、延床面積2,100坪（6,942平方メートル）の規模を有し、鉄筋コンクリート造である。赤レンガに白い花崗岩を巡らせたルネサンス様式の外観は、辰野金吾の作品に多くみられる「辰野式」と呼ばれるものである。建物は2つの中庭とそれらを囲む回廊、高さ約60メートルの中央塔から構成されている。垂直方向の移動手段としては階段とエレベーターが設置されている。廊下や広間には大理石が使われ、木材には阿里山のヒノキが使われている。当時、台湾の最高行政機関として建設された総督府庁舎は日本による統治の権威の象徴とされ、西洋建築と東洋建築の理念を融合させて権威を強調することが重視された。建物全体を上空から見ると「日」の字の形をしており、日本による統治を象徴する要素とされている。
台湾総督府庁舎は採光や衛生などを考慮して東向きに建てられ、伝統的な都市計画や風水の思想を覆すものとなった。。新庁舎の位置や方角は、設計コンペ以前から都市計画ですでに決定されたものであった。
1905年（明治38年）の台北庁告示第199号での市区計画によると、台北城の城壁を撤去して三線道路を建設し、各門にはロータリー交差点を建設するとされた。このため、東門の近くに建設が予定されていた新庁舎は、交通の要衝に面することになった。総督府庁舎の中心軸は東門を経て台北東部の新市街地まで伸びる形となっており、台北市街が将来的に東に拡大することを見据えたものとなっている。

## 施設
総統府のほとんどの部屋には名称がなく、番号のみが与えられている。以下は、名称を持つ部屋の一覧である。

### 2階

#### 中山庁
総統府の中央に位置する玄関ホールである。元々は敞庁と称したが、2015年（民国104年）11月12日に馬英九総統によって孫文（孫中山）にちなむ現在の名前に改められた。台湾総督府庁舎時代にはバロック様式の装飾や「北白川宮殿下之澳底上陸」と「石門の西郷都督」の壁画があったが、1945年の台北大空襲により失われた。また、かつては蔣介石と孫文の半身像が設置されていたが、前者は2002年（民国91年）に中正紀念堂に寄贈された。後者は倉庫に移された後、2008年（民国97年）に馬英九の総統就任後に元の位置に戻された。

#### 公東室
元々は八角亭と称し、当初は喫煙室として建設されて後にオフィスとなった。2019年（民国108年）3月、かつて国家安全会議諮問委員として八角亭に勤務していた蔡英文総統によって現在の名前に改められた。室内には私立公東高級工業職業学校が制作した家具が設置されており、部屋の名称も同校に由来している。

### 3階

#### 経国庁
日本統治時代には会議室と称した。1948年に介寿堂に改称されたが、2005年に介寿館が総統府に改称されるのと同時に大礼堂に改称され、「介寿堂」の扁額は撤去されて国史館に移された。2016年（民国105年）3月29日、馬英九総統は「蔣経国の国家に対する多大な貢献を国民に知ってほしい」として大礼堂を現在の名前に改めた。

#### 台湾晴庁
日本統治時代は総督執務室と称した。台湾光復後は応接室として使われ、2005年11月17日に陳水扁総統によって現在の名前に改められた。床には海の波を表す青い絨毯が敷かれ、カーテンには台湾原住民であるタオ族の民族模様が配されている。

#### 台湾緑庁
2005年に陳水扁総統によって現在の名前に改められた。「観天下」の扁額が飾られ、床には台湾固有の動植物が図柄に配された絨毯が敷かれている。

#### 台湾虹庁
かつては蔣介石の弁公室（執務室）として使われていた。
2005年に陳水扁総統によって現在の名前に改められた。「国鳥駕到」と「天佑花蓮」の絵画が飾られている。

#### 渭水庁
2015年11月12日に馬英九総統によって命名された。名前は日本統治時代の政治運動家である蔣渭水に由来する。

#### 銘伝庁
2015年11月12日に馬英九総統によって命名された。名前は清代の初代福建台湾巡撫である劉銘伝に由来する。
- 中山庁
- 経国庁
- 台湾晴庁
- 台湾緑庁
- 台湾虹庁

## ギャラリー
- 上空から見た総統府
- 裏側から見た総統府
- 正門
- 中庭（北苑）
- 八角亭
- 中央塔
- 総統府と東門を結ぶ凱達格蘭大道
- 元旦総統府国旗掲揚音楽会での儀仗隊（中国語版）の演技（2018年）
- 国慶日を祝うプロジェクションマッピング（2018年）
- 蔡英文政権時代の常設展「府－Power To The People」
- 総統府参観證（シール）

### 論文
- 五島寧「日本統治下の台北城内の街区形成に関する研究」『土木史研究』第18巻、土木学会、1998年、NAID 130004038437。
- 鈴木慈子「和田三造の朝鮮総督府壁画をめぐって」『兵庫県立美術館研究紀要』第13巻、兵庫県立美術館、2019年、NAID 40021868153、 オリジナルの2024年6月4日時点におけるアーカイブ。
- 張省卿 (2007). “以日治官廳台灣總督府（1912-1919）中軸佈置論東西建築交流” (中国語). 輔仁歴史学報 (輔仁大学歴史学系) (19).